# Штанський Микола Миколайович
Мико́ла Микола́йович Шта́нський (нар. 1 травня 1959 — пом. 16 січня 2015) — український військовик, старший сержант, Збройні сили України, учасник російсько-української війни.

## Короткий життєпис
Закінчив школу, Здолбунівський залізничний технікум, працював у депо понад 30 років. Вийшов на пенсію. 
Підтримував Євромайдан. Коли почалася війна, зголосився добровольцем. Командир гармати, 2-га батарея гаубично-артилерійського дивізіону, 44-а окрема артилерійська бригада.
16 січня 2015-го загинув поблизу села Одрадівки Артемівського району, коли терористи вели обстріл з «Градів» — снаряд влучив у бліндаж. Тоді ж загинули солдати Олександр Босий, Віталій Каракула, Сергій Слобоженко.
Похований у Любомлі 20 січня 2015-го. Без Миколи залишилися дружина Олена, доньки Оксана й Вікторія.

## Нагороди та вшанування
- Указом Президента України № 311/2015 від 4 червня 2015 року, «за особисту мужність і високий професіоналізм, виявлені у захисті державного суверенітету та територіальної цілісності України, вірність військовій присязі», нагороджений орденом «За мужність» III ступеня (посмертно)[1].
- Вшановується в меморіальному комплексі «Зала пам'яті», в щоденному ранковому церемоніалі 16 січня[2][3].